# Łeonid Buriak
Łeonid Josypowycz Buriak, ukr. Леонід Йосипович Буряк, ros. Леонид Иосифович Буряк, Leonid Iosifowicz Buriak (ur. 10 maja 1953 w Odessie) – ukraiński piłkarz, grający na pozycji pomocnika, reprezentant Związku Radzieckiego, olimpijczyk, trener piłkarski.

## Kariera piłkarska

### Kariera klubowa
Przygodę z piłką nożną zaczynał w rodzinnej Odessie: najpierw w dziecięcym zespole piłkarskim przy zakładach "Prodmasz" w Odessie, a następnie w szkole piłkarskiej nr 6. Od 1971 był zawodnikiem najbardziej znanego klubu z Odessy - Czernomorca, ale już po dwóch sezonach przeszedł do Dynama Kijów. Po kilkunastu latach występów w drużynie z Kijowa przeniósł się do Moskwy, by bronić barw tamtejszego Torpeda. Na pewien czas powrócił na Ukrainę i grał w zespole Metalista Charków, a w 1989 zakończył karierę jako piłkarz fińskiego Vantaan Pallo-70.

### Kariera reprezentacyjna
Jako gracz Czernomorca zadebiutował w 1972 w olimpijskiej reprezentacji Związku Radzieckiego. W pierwszym zespole premierowe spotkanie rozegrał 20 maja 1974 przeciwko Czechosłowacji. Był podstawowym graczem drużyny, która w 1976 sięgnęła po brązowy medal Igrzysk Olimpijskich w Montrealu. W kolejnych latach regularnie występował w składzie Sbornej. Był rezerwowym w kadrze na Mistrzostwa Świata w Hiszpanii w 1982. 9 października 1983 meczem z Polską zakończył karierę reprezentacyjną. W radzieckiej kadrze rozegrał 49 spotkań, strzelił 8 bramek.

## Kariera trenerska
Pierwsze lata pracy szkoleniowej spędził w Finlandii. Na rodzinną Ukrainę powrócił w 1993 po dwuletnim pobycie w Stanach Zjednoczonych, gdzie prowadził drużynę akademicką Uniwersytetu w Evansville (Indiana). Przez kilka sezonów prowadził zespół Czornomorca Odessa (d. Czernomorec). W dwóch pierwszych sezonach pracy Leonida Buriaka Czornomorec dwukrotnie zajął drugie miejsce w lidze za Dynamem Kijów, jednak w sezonie 1997–1998 spadł z ekstraklasy, a Łeonid Buriak stracił stanowisko trenera.
Będąc szkoleniowcem Czornomorca rozpoczął współpracę z reprezentacją Ukrainy i przez kilka lat pozostawał członkiem jej sztabu szkoleniowego, by w 2001 przejąć po słynnym Walerym Łobanowskim stanowisko selekcjonera. 
W 2002 roku trenerem kadry narodowej Ukrainy został Leonid Buryak. Nowy trener otrzymał zadanie dotarcia do finału Mistrzostw Europy 2002. Przygotowania do głównych meczów rozpoczęły się od porażki Japończyków w pierwszym meczu dla trenera Buriaka. W ramach turnieju kwalifikacyjnego ukraińskiej drużynie udało się w pierwszym meczu zagrać z wynikiem 2-2 w Erywańie, potem doszło do ważnego zwycięstwa nad grecką drużyną. Jednak drużynie Buriaka, która w eliminacjach zajęła ostatnie trzecie miejsce, nie udało się przebić do finałowej części mistrzostw.
Nie udało mu się jednak awansować do mistrzostw Europy i we wrześniu 2003 został zastąpiony przez Ołeha Błochina.
Po odejściu ze sztabu trenerskiego reprezentacji wiosną 2005 znalazł zatrudnienie jako dyrektor sportowy w Dynamie Kijów, gdzie przez pewien czas pełnił także funkcję pierwszego trenera. Został zdymisjonowany latem 2005 po porażce Dynama w drugiej fazie kwalifikacji do Ligi Mistrzów ze szwajcarskim FC Thun. Powrócił na stanowisko dyrektora sportowego klubu, a na początku 2008 podał się do dymisji. Po 4-letniej przerwie 8 stycznia 2012 przyjął propozycję uratowania przed spadkiem FK Ołeksandrija. Ale po serii nieudanych gier 9 kwietnia 2012 współpraca z klubem została zakończona.

## Sukcesy i odznaczenia

### Sukcesy klubowe
- mistrz ZSRR (5x): 1974, 1975, 1977, 1980, 1981
- wicemistrz ZSRR: 1973, 1976 (j), 1978, 1982
- brązowy medalista Mistrzostw ZSRR: 1979
- zdobywca Pucharu ZSRR (5x): 1974, 1978, 1982, 1985, 1986, 1988
- zdobywca Pucharu Zdobywców Pucharów: 1975
- zdobywca Superpucharu Europy: 1975

### Sukcesy reprezentacyjne
- brązowy medalista Igrzysk Olimpijskich: 1976
- uczestnik turnieju finałowego Mistrzostw Świata: 1982

### Sukcesy trenerskie
- wicemistrz Ukrainy: 1994, 1995

### Sukcesy indywidualne
- 8-krotnie wybrany do listy 33 najlepszych piłkarzy ZSRR: 1975 (nr 2), 1976-w (nr 2), 1976-j (nr 1), 1978 (nr 3), 1979 (nr 1), 1980 (nr 1), 1981 (nr 1), 1982 (nr 1)
- najlepszy trener Ukrainy: 1994, 1995

### Odznaczenia
- tytuł Mistrza Sportu ZSRR: 1973
- tytuł Mistrza Sportu Klasy Międzynarodowej: 1975
- tytuł Zasłużonego Mistrza Sportu ZSRR: 1975
- tytuł Zasłużonego Trenera Ukrainy: 1996
- Order "Za zasługi" III klasy: 2004[5]
- Order „Za zasługi” II klasy: 2013
- Order „Za zasługi” I klasy: 2015
- Order Księcia Jarosława Mądrego V klasy: 2020